# Charles Dupuy
Charles Alexandre Dupuy (Le Puy-en-Velay, 5 novembre 1851 – Ille-sur-Têt, 23 luglio 1923) è stato un politico francese.
Ha ricoperto l'incarico di Primo Ministro nella Francia della terza repubblica durante il corso dei seguenti periodi: dal 4 aprile al 3 dicembre 1893, dal 30 maggio 1894 al 26 gennaio 1895 e dal 1º novembre 1898 al 22 giugno 1899.
È stato iniziato in Massoneria il 10 marzo 1880, fu membro della loggia L'industrie di Saint-Étienne.